# 大桃美代子
大桃 美代子（おおもも みよこ、1965年5月29日 - ）は、日本のタレント、ニュースキャスター、女優。芸能事務所・三桂所属。内閣府「災害被害を軽減する国民運動サポーター」。
新潟県魚沼市出身。身長161cm。血液型A型。愛称は桃ちゃん、大桃ちゃん。元夫はAPF通信社代表の山路徹。

## 来歴
湯之谷村立大沢小学校、湯之谷村立湯之谷中学校、新潟県立小出高等学校、東京成徳短期大学英文科卒業。埼玉銀行（現在の埼玉りそな銀行）に就職するが、自分の進路のあり方に疑問を持ち、親族の反対を押し切って1年弱で退職。その後、様々なアルバイトをする中でテレビ番組のアシスタントを経験した。この当時、「ミス・アイスクリーム」に選ばれたことがある。
事業創造大学院大学事業創造研究科専門職学位課程事業創造専攻修了。学位は経営管理修士（専門職）。
活動開始当初は、テレビ朝日の番組『ビートたけしのスポーツ大将』などで地道にアシスタント業務をこなしていたが、1989年にTBS『地球!朝一番』でレギュラーを獲得。そして、1990年には毎日放送『痛快!明石家電視台』で初代アシスタントを務め、朝日放送『金子信雄の楽しい夕食』で東ちづるの後を受けて2代目アシスタントになった。関西では、同じ事務所の藤岡久美子とともに毎日放送『テレビのツボ』でアシスタントを務め、知名度を上げた。
2003年6月16日、当時レギュラーで出演していた日本テレビ『ズームイン!!SUPER』で、同年6月14日にジャーナリスト、山路徹と結婚したことを自ら発表した が、2009年11月7日、2006年6月に離婚していたことが明らかになった。
現在は社会活動を行いながら地元の新潟にて古代米作りを行い、『桃米』として販売しているほか、福島県矢吹町で産官学連携の一環で田んぼの学校を行っている。

## 人物・エピソード
- 芸能界デビュー前、日本テレビ『アメリカ横断ウルトラクイズ』に挑戦者として参加した経験がある。その際の成績は2問目敗退であった。大学入学時には、アメリカ横断ウルトラクイズに出られると言われ早稲田大学クイズ研究会へ入部した[9]。
- 湯之谷中学校時代は、陸上部に所属。短距離、ハードル専門[10]。
- 『ズームイン!!SUPER』で2001年10月 - 2003年1月まで共演していた福澤朗（当時日本テレビアナウンサー）とは確執が生じ、これが原因で福澤が降板したとの報道がなされた[11]。
- ブログやメディアで韓流ドラマやK-POP、恐竜好きであることを公言している。
- 新潟県中越地震が起こった2004年10月23日、大桃は偶然新潟市で別の仕事があって来県していて、同日夕方に実家へ帰省した。家に足を踏み入れた直後、本震が発生。状況を知ろうと、所持していた携帯電話で日本テレビの報道局に掛けたところ、逆に日本テレビ側から現地からのリポートを求められ、急遽日本テレビ系列局各局で放送された『NNN報道特別番組』に電話出演をし、市街地を回りながら被災状況を伝えた。なお、本震後に東京に戻った大桃は、避難生活を送る小千谷市の親戚へ救援物資を届けに、キャンピングカーで被災地を再訪した[12]。
- 2013年、韓国の大邱市名誉観光広報委員に任命された。韓国には100回は行っている[13]。
- 2013年2月には、前年末から続く目の違和感をきっかけに眼科で診察を受けたところ、ストレスや遺伝やアレルギーが原因で初期の若年性白内障を発症していることが判明。これを機に、公式ブログや出演番組などで発症を公表し[14]、2014年6月に手術を受けた。

## 出演

### テレビ番組
報道・情報番組
| 期間                                   | 期間                                   | 番組名                                                         | 役職                                                         |
| -------------------------------------- | -------------------------------------- | -------------------------------------------------------------- | ------------------------------------------------------------ |
| 1989年4月                              | 1991年3月                              | 地球!朝一番（TBS）                                             | メインキャスター                                             |
| 1991年4月                              | 1991年9月                              | 桂三枝のにゅーすコロンブス（朝日放送）                         | サブ司会                                                     |
| 1992年4月                              | 1992年9月                              | 超近未来遭遇!! どーなるスコープ（読売テレビ）                  | レギュラー出演                                               |
| 1992年10月                             | 1995年9月                              | テレビのツボ（毎日放送）                                       | 月～水曜日担当アシスタント兼関連番組『ゲームのツボ』担当司会 |
| 1993年10月                             | 1994年8月                              | 屋台の目ぇ（毎日放送）                                         | 月～水曜日担当司会                                           |
| 担当時期不明                           | 担当時期不明                           | ヴィヴィアン（中京テレビ）                                     | アシスタント                                                 |
| 担当時期不明                           | 担当時期不明                           | 痛快!エブリデイ（関西テレビ）                                  | メイン企画での不定期出演                                     |
| 2000年10月                             | 2001年9月                              | わっ!!つNEW（テレビ東京）                                      | 司会                                                         |
| 2001年10月1日                          | 2005年4月1日                           | ズームイン!!SUPER（日本テレビ）                                | 司会                                                         |
| 2003年3月29日                          | 2015年3月                              | 知っとこ!（毎日放送）                                          | 不定期出演                                                   |
| 時期不明                               | 時期不明                               | やさい.tv（TOKYO MX、LaLa TV）                                 | MC                                                           |
| 2006年7月31日                          | 時期不明                               | 情報ライブ ミヤネ屋（読売テレビ）                              | 不定期出演                                                   |
| 2007年4月                              | 2012年3月                              | 産地発!たべもの一直線（NHK総合テレビ、NHK教育テレビ、NHK BS2） | 準レギュラー出演→週1回レギュラー出演→不定期出演              |
| 2009年7月26日・11月29日・2010年1月31日 | 2009年7月26日・11月29日・2010年1月31日 | ETV特集（NHK教育テレビ）                                       | 『日本と朝鮮半島2千年』リポーター                            |
| 2010年7月19日                          | 2010年10月13日                         | ごごネタ!（中部日本放送）                                      | 『クックTV』進行役                                           |
| 2012年4月                              | 2013年3月                              | ワイド!スクランブル（テレビ朝日）                              | 水曜日コメンテーター                                         |
| 2012年10月                             | 2014年3月                              | ドデスカ!（名古屋テレビ放送）                                  | 火曜日コメンテーター                                         |

バラエティ・クイズ関連・音楽関連・教養番組・その他
- ビートたけしのスポーツ大将（テレビ朝日）
- 痛快!明石家電視台（毎日放送、1990年4月 - 1992年3月）
- 金子信雄の楽しい夕食（朝日放送）
- クイズ日本人の質問（NHK総合テレビ、1993年4月6日 - 2000年3月26日）
- 驚きももの木20世紀（朝日放送、1993年7月 - 9月）
- どうぶつ奇想天外!（TBS）
- 殿さま風来坊隠れ旅 第4話「日本一の殿様宣言」（テレビ朝日）
- まっ昼ま王!! （テレビ朝日）
- 8時だJ （テレビ朝日）
- 快適マイワーク（TBS）
- 趣味悠々 いまからでも遅くない!インターネット入門（NHK教育テレビ）
- げんき情報局（関西テレビ） - 情報局局長役を担当。井之上チャル、山本禎顕らが彼女の助手役を務めた。
- BSマンガ夜話 (NHK BS2 2001年2月28日|「純情クレイジーフルーツ」松苗あけみ)
- 幸せの☆一番星（日本テレビ）
- THE夜もヒッパレ（日本テレビ）
- クイズところ変れば!?（テレビ東京）
- てれび博物館 それってホント!? （東海テレビ）
- 土曜ワイド劇場 ラーメン刑事「龍」の殺人推理（朝日放送）
- ワンポイント介護（NHK教育テレビ）
- 住まい自分流 〜DIY入門〜（NHK教育テレビ）
- オピナ!（BS日テレ）
- ペット相談（NHK BS2）
- 趣味悠々 筆で味わう雅の世界 小倉百人一首を書こう（NHK教育テレビ）
- 列島発!第2のふるさと新発見 〜夢を追った僕らの挑戦〜（TBS）

### ラジオ番組
- 志の輔ラジオ 気分がいい! （文化放送）
- 須田慎一郎 大桃美代子の誰にもわかる“経済学”（文化放送、2024年10月 - 2025年3月）
- 川合俊一と大桃美代子の「土曜日はトレンド・カフェへ」（文化放送、2025年4月 - ）
- おしゃべりクイズ疑問の館（NHKラジオ第1）
- 我が人生に乾杯! （NHKラジオ第1）
- YAMAZAKI DELICIOUS WIND （bayfm）
- 子守康範 朝からてんコモリ! （MBSラジオ） - 2008年10月からは同番組内包の『歌のない歌謡曲』も担当。
- 畑中ふう・大桃美代子のてふてふ（MBSラジオ、2011年4月 - 2013年3月）

### CM
- 有店舗カタログ販売、サラダ館、アズユーライク（シャディ） - シャディ発行の総合カタログの表紙やカレンダーなどでもモデルを務めるなど、同社のイメージキャラクターを数年間務めていた。
- ブルーレット陶器のおくだけ（小林製薬）
- サッポロ一番 麺屋佐吉（サンヨー食品）
- 元気な経営（納税協会）
- 近鉄名阪○得きっぷ、近鉄アーバンライナー（近畿日本鉄道）
- STYLING満足（福助）

### 映画
- モノクロームの少女（2009年、Is.Field） - 原小百合役。新潟発の映画ということで積極的に上映イベントなどに参加し、PRに努める。
- 美しすぎる議員（2019年、OneScene）

## 著書

### 自著
- 天使のプッ! （1994年5月、プラザ、青心社、ISBN 978-4878920608）
- 大桃論 dai tō ron （1997年3月、光文社、ISBN 978-4334971359）
- ちょっと農業してきます（2008年7月、成美堂出版、ISBN 978-4415400563）
- 日本一おいしいお米の食べ方（2008年9月、中経出版、ISBN 978-4806131168）

### 寄稿
- テレビのツボ（1993年8月、毎日放送テレビ制作局、プラザ、青心社、ISBN 978-4878920431）

## 肩書き
- 大邱観光広報委員（韓国大邱市）
- 日本災害復興学会 名誉会員
- 国連生物多様性 10年日本委員会
- 東京農業大学 非常勤講師
- 新潟県新資源管理制度 総合評価委員
- 魚沼大使（新潟県魚沼市）[15]
- 高知県観光特使[16]
- 新潟食料農業大学　客員教授[8]
- 一般社団法人国際SDGｓ推進協会　名誉理事[8]